# Adalbert Defner
Adalbert Defner (* 19. Jänner 1884 in Millstatt; † 15. Dezember 1969 in Innsbruck) war ein österreichischer Landschaftsfotograf.

## Leben
Nach einem Studium der Naturwissenschaften an der Universität Wien, wo er auch promovierte, war er von 1909 bis 1911 als Assistent am 1. Zoologischen Institut in Wien tätig, bevor er Gymnasiallehrer wurde. Am Ersten Weltkrieg nahm er als Heeresfotograf teil, wobei er umfangreiche Erfahrungen in der Fotografie erwarb. Nach dem Krieg siedelte er in die preußische Provinz Sachsen nach Wernigerode am Harz über, wo er im Stadtteil Hasserode 1919 eine Werkstatt für künstlerische und Landschaftsfotografie gründete. 1923 legte er in Magdeburg die Fotografenmeisterprüfung ab. Zeitweilig betrieb Defner sein Atelier gemeinsam mit dem Fotografen Max Baur (1898–1988).
Adalbert Defner ging 1925 zurück nach Österreich, wo er in Innsbruck eine zweite Lichtbildwerkstätte gründete, die er 1929 nach Igls verlegte. Als dieses Unternehmen gut lief, löste er 1930 seine Fotowerkstatt in Deutschland auf.
1960 übergab Defner den Verlag an seinen Sohn Karl. 1992 übergab Karl Defner den Verlag an seinen Sohn Thomas Defner. 1997 wurde das Betriebsgebäude erweitert. Die Defner-Karten werden in Österreich, Deutschland, Schweiz und Italien verkauft. Die Defner-Kalender werden weltweit ausgeliefert.
Heute sind im Verlag in Igls fünf Mitarbeiter beschäftigt. Es werden ausschließlich von Verlagsmitarbeitern angefertigte Fotografien verarbeitet.

## Leistung
Adalbert Defner erlangte überregionale Bedeutung durch qualitativ hochwertige Landschaftsaufnahmen, die er auf zahlreichen Ansichtskarten (sogn. Defner-Karten) und ab 1930 auf Kalendern verarbeitete. Der Verlag Otto Paulmann in Wernigerode und ab 1952 in Weinheim gab die beliebten Defner-Kalender heraus.
Defner führte seine Cousine Valerie Wizlsperger (1890–1975), die Leiterin der Lichtbildwerkstatt Loheland, in die Fotografie ein.